# スミクロスティグマ属
スミクロスティグマ属（スミクロスティグマぞく、学：Smicrostigma）は、ハマミズナ科に含まれる属の一つ。日本では、桜竜（S. viride）と呼ばれる種が栽培されている。

## 概要
南アフリカ共和国のケープ州に亜熱帯地域に自生する多肉植物である。他のメセンと呼ばれる植物などとは大きくかけ離れた草姿をしており、どちらかと言うとベンケイソウ科クラッスラ属の青緑竜（せいさりゅう）や若緑（わかみどり）と草姿が似る。茎は直立、分枝し、基部は木質化するため、亜低木とされる場合もある。葉は分厚く多肉質で、先端が鈍い針状になり、茎と一体化する。花はハマミズナ科によく見られる細い花弁に光沢を持った頭状花序である。桃色のみで、配色や形状はマツバギクに似ている。発根能力が高いので、接地面の茎から根が出る場合もある。

## 栽培方法
本属の植物も多肉植物の例に漏れず、水はけの良い土壌を好む。春と秋に成育し、冬と夏に休眠する成長サイクルをしているので、植え替えは春（梅雨ごろまで）と秋が適期となる。休眠期には施肥、灌水ともに控えめに行い、日陰や屋内、寒冷紗をかけた温室で養生する。ただし、暗すぎると徒長して株が倒伏しやすくなるので光の加減に気を付ける。葉が鱗状に小さいため、エケベリアやグラプトペタルムのように葉挿しで繁殖はできないので、茎の一部分を切り取って土に挿す「挿し芽」で繁殖を行う。

## 名称について
属名Smicrostigmaの由来は不明。

## 下位分類
本属は二種が認められる。但し（S. warmwaterbergense）は、日本では栽培されない。
- 桜竜（さくらりゅう）

　（Smicrostigma viride）
- Smicrostigma warmwaterbergense